# Heartbreak Hotel (canción de Yohio)
Heartbreak Hotel es una canción del músico sueco Yohio. La canción fue compuesta para concursar en Melodifestivalen 2013 para poder representar a Suecia en el Festival de la Canción de Eurovisión 2013 Malmö, Sweden. la canción fue compuesta y producida por Johan Fransson, Tobias Lundgren, Tim Larsson, Henrik Göranson y el mismo Yohio.

## Vídeo musical
Yohio grabó el vídeo musical de Heartbreak Hotel en Tokio, Japón.

## Charts
| Chart (2013)               | Peak position |
| -------------------------- | ------------- |
| Suecia (Sverigetopplistan) | 8             |